# Dieveniškės
Dieveniškės är en ort i Litauen. Den ligger i den sydöstra delen av landet, 60 km söder om huvudstaden Vilnius. Dieveniškės ligger 172 meter över havet och antalet invånare är 916.
Terrängen runt Dieveniškės är platt. Runt Dieveniškės är det ganska glesbefolkat, med 25 invånare per kvadratkilometer. Närmaste större samhälle är Šalčininkai, 18,8 km nordväst om Dieveniškės. Omgivningarna runt Dieveniškės är en mosaik av jordbruksmark och naturlig växtlighet.